# Christian Ottiliae

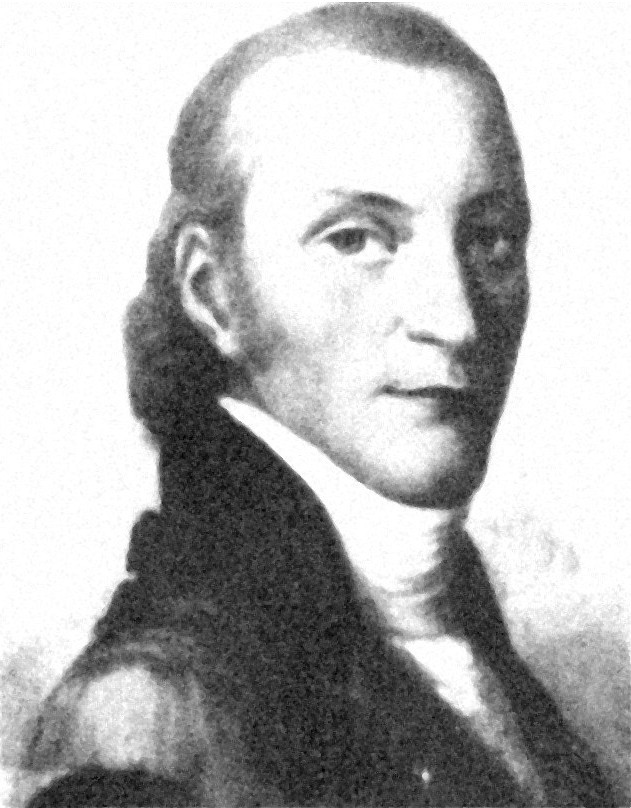
Johann Christian Ernst Ottiliae

Johann Christian Ernst Ottiliae (* 1. März 1775 in Eisleben; † 26. April 1851 in Eisleben) war ein preußischer Berg- und Hüttenbeamter.

## Leben
Ottiliae wurde am 1. März 1775 als Sohn des Ratsmaurers Johann Christian Ottiliae und seiner Ehefrau Dorothea, geborene Jakob(in) in der Lutherstadt Eisleben geboren.
Nach Abschluss der Schulzeit und ersten Tätigkeiten in Mansfelder Hüttenbetrieben studierte er ab 1795 an der Bergakademie Freiberg (Matrikel-Nr. 432). 1799 arbeitete er als Haushaltsprotokollant; ein Jahr darauf bereits als Bergamtsauditor. Daneben erteilte er in der 1798 gegründeten Bergschule Eisleben als erster und einziger Lehrer Unterricht.
Am 12. Dezember 1803 wurden ihm verantwortungsvollere Aufgaben in der Verwaltung der Eisleber Hüttenbetriebe übertragen; daraufhin stellte er seine Lehrtätigkeit ein.
Am 9. Juni 1802 heiratete Ottiliae Caroline Wilhelmine Koch, die Tochter des Berg- und Hüttenverwalters Friedrich Christian August Koch. Dieser war Hüttenvogt in Bottendorf und von 1808 bis 1813 Oberbergmeister im Königlich Westphälischen Bergamt Eisleben. Aus dieser Ehe gingen zwölf Kinder hervor, wovon nur vier den Vater überlebten. Einer seiner Söhne, Ernst Hermann Ottiliae, zählte später zu den bekanntesten Persönlichkeiten des Montanwesens.
Nach den Befreiungskriegen wurde aus dem bis dahin in Eisleben angesiedelten Königlich Westphälischen Bergamt eine preußische Behörde. Aus dem hier tätigen Hüttenmeister Johann Christian Ernst Ottiliae wurde ein Bergingenieur 2. Klasse.
Von 1814 bis 1819 war Ottiliae als gewerkschaftlicher Hüttenvorsteher sowohl für die Eisleber als auch die Mansfelder Hüttenbetriebe verpflichtet. Bekannt sind aus dieser Zeit u. a. seine Verdienste um ergiebigere Schmelzverfahren des Mansfelder Kupferschiefers. Er war maßgeblich an der Seite von Johann Carl Freiesleben, Franz Wilhelm Werner von Veltheim und Victor Leopold Friedrich Zimmermann am Aufschwung des Mansfelder Hüttenwesens, insbesondere an der Einführung des Entsilberungsverfahrens, beteiligt.

„Das auf der Helbraer Flur abgeteufte Lichtloch 75 des Froschmühlenstollens erhielt 1832 – noch während seiner Dienstzeit – den Namen Ottiliae-Schacht. Damit wurden die vielseitigen Leistungen von Christian Ottiliae gewürdigt. Die Anlage war als Produktions- und Fahrschacht von 1834 bis 1842 und von 1846 bis 1862 in Betrieb. Seine Schachttiefe betrug 138 m. Nach seiner Einstellung wurde die Schachtröhre verfüllt.“

Johann Christian Ernst Ottiliae verstarb am 26. April 1851. Sein letztes Anwesen wurde später zu einer bekannten und sehr beliebten Vergnügungsstätte; genannt die Ottiliaeburg. Auch eine Straße in Helbra trägt seinen Namen.